# 臺北市電敷設計畫
臺北市電敷設計畫，是台北市在日治昭和3年（1928年）由時任台北市尹田端幸三郎提出在台北市區興建路面電車的計畫，但最後未實施。

## 簡介
日治時期為解決臺北市交通，一度規劃4條路線的市路面電車（簡稱市電），全案預算2,134,091圓（當時幣值）。敷設計畫一經公布，即遭台北市協議會（台北市議會）以財政上的理由反對，同時台灣民眾黨台北支部也發起反對運動要求撤廢。昭和4年（1929年）田端市尹去職，新任的市尹增田秀吉在面對來自協議會、市民的反對聲浪下，表明不支持市電計畫，因此計畫中止，改由台北市營巴士取代。

## 路線

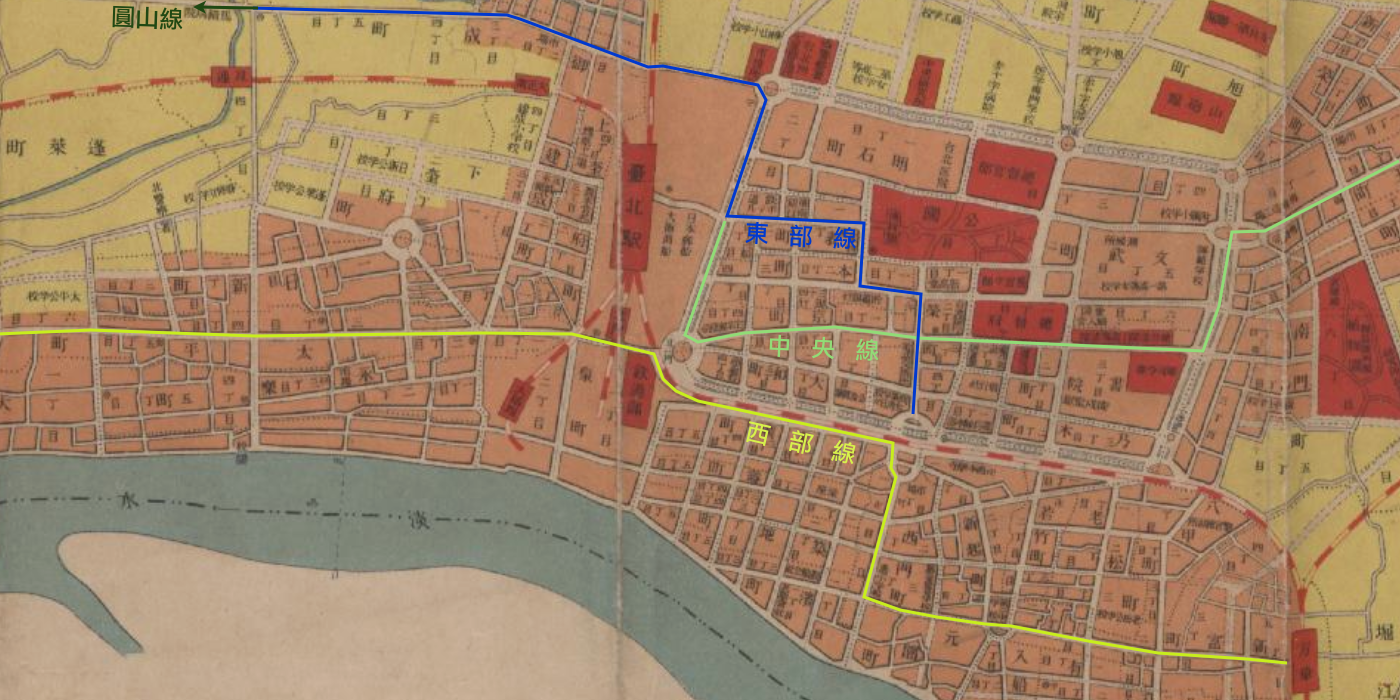
台北市電計畫路線圖

- 中央線（複線）：由兒玉町出南門沿三線道路（愛國西路），從軍司令部經書院町三丁目，從總督府（總統府）後門橫斷榮町，過京町出北門右轉沿三線道路（忠孝西路）到台北驛（台北車站）前。
- 東部線（複線）：由榮町台日社（新生報大樓）前直至新高堂（東方出版社），左轉至本町，從博物館（台灣博物館）前入表町，經鐵道旅館（新光三越站前店／統一元氣館）前、台北驛前沿三線道路（忠孝西路）到州廳（監察院）前，左轉入敕使街道（中山北路）至宮前町派出所（中山二派出所）前接圓山線。
- 西部線（複線）：太平町六丁目起點直到鐵道部前，沿鐵路（中華路）經末廣小學校（福星國小），右轉經世界館（真善美戲院）、芳乃亭（國賓戲院）前，於壽小學校（西門國小）角左轉直到萬華驛（萬華車站）。
- 圓山線（單線）：由宮前町派出所前直至圓山動物園（兒童育樂中心舊址）。

## 相關項目
- 路面電車
- 輕軌運輸
- 台北交通